# Rosalie Crutchley
Rosalie Sylvia Crutchley (* 4. Januar 1920 in London; † 28. Juli 1997 ebenda) war eine britische Schauspielerin in Theater, Film und Fernsehen. Zwischen 1947 und 1997 spielte sie Charakterrollen in über 160 Filmproduktionen im Kino und im Fernsehen. Darunter in Quo vadis?, Geschichte einer Nonne, Freud, Bis das Blut gefriert oder Memed, mein Falke.

## Leben und Karriere
Rosalie Crutchley, geboren 1920 in London, hatte ihren ersten Leinwandauftritt 1947 in einer kleinen Nebenrolle in Ronald Neames Kriminalfilm Das rettende Lied. Einen markanten Filmauftritt hatte sie wenige Jahre später als Neros verstoßene Geliebte Acte in Mervyn LeRoys Monumentalfilm Quo vadis? an der Seite von Peter Ustinov. Es folgten Rollen in Ken Annakins Abenteuerfilm Eine Prinzessin verliebt sich in Flammende Sinne von Regisseur Richard Brooks, in Philip Leacocks Filmdrama Der spanische Gärtner oder in Fred Zinnemanns preisgekröntem Drama Geschichte einer Nonne als Novizenmeisterin an der Seite von Audrey Hepburn.
In den 1960er Jahren sah man sie im Kino in John Hustons Filmdrama Freud als Amalia Freud neben Montgomery Clift, anschließend in Robert Wises Horrorfilm Bis das Blut gefriert oder ein weiteres Mal in Fred Zinnemanns Filmproduktion Deine Zeit ist um. In den 1970er, 1980er und 1990er Jahren spielte sie Charakterrollen in Filmen wie Sturmhöhe mit Timothy Dalton unter der Regie von Robert Fuest, in Curtis Harringtons Horrorklassiker Wer hat Tante Ruth angezündet?, in Arthur Hillers Musical Der Mann von La Mancha in Ken Russells Musikerbiografie Mahler. 1976 spielte sie in Moustapha Akkads Historiendrama Mohammed – Der Gesandte Gottes die Rolle der erste muslimischen Märtyrerin Sumayya bint Khayyat. Im Jahr 1983 besetzte sie der Regisseur Michael Mann in seinem Horrorfilm Die unheimliche Macht in der Rolle der Josefa. Ein Jahr später spielte sie erneut an der Seite von Peter Ustinov in Memed, mein Falke, ferner in Peter Yates’ Filmproduktion Eleni, in Zwei Welten unter der Regie von Chris Menges oder in Christine Edzard Filmdrama The Fool. Ihre letzten Kinorollen spielte sie 1994 in Mike Newells Filmkomödie Vier Hochzeiten und ein Todesfall und 1996 in Anand Tuckers Fantasy-Drama Saint-Ex mit Bruno Ganz und Miranda Richardson in den Hauptrollen.
Neben ihrem Engagement beim Film spielte sie auch früh in Fernsehfilmen und in Episoden von erfolgreichen Fernsehserien mit. Darüber hinaus war Rosalie Crutchley eine gefragte Theaterdarstellerin und lieh ihre Stimme auch häufig den Produktionen fürs Radio. Rosalie Crutchley verstarb am 28. Juli 1997 im Alter von 77 Jahren in ihrer Heimatstadt London.
Sie ist die Mutter des Biophysikers Jonathan Ashmore (der Vater ist der Schauspieler Peter Ashmore).

## Filmografie (Auswahl)
- 1947: Das rettende Lied (Take my Life)
- 1949: Haus der Sehnsucht (Give Us This Day)
- 1950: Das Wunder von San Marino (Prelude to Fame)
- 1951: Florence Nightingale – Ein Leben für den Nächsten (The Lady with a Lamp)
- 1951: Quo vadis?
- 1953: Malta Story
- 1953: Eine Prinzessin verliebt sich (The Sword and the Rose)
- 1954: Flammende Sinne (The Flame and the Flesh)
- 1956: Der spanische Gärtner (The Spanish Gardener)
- 1957: Eine Braut in jeder Straße (Miracle in Soho)
- 1958: Zwei Städte (A Tale of Two Cities)
- 1959: Hinter diesen Mauern (Beyond this Place)
- 1959: Geschichte einer Nonne (The Nun’s Story)
- 1960: Söhne und Liebhaber (Sons and Lovers)
- 1961: Und morgen alles (No love for Johnnie)
- 1961: Die Verfolger (The Pursuers) (Fernsehserie, 1 Folge)
- 1962: Freud
- 1963: Bis das Blut gefriert (The Haunting)
- 1963: Alibi des Todes (Girl in the Headlines)
- 1964: Deine Zeit ist um (Behold a Pale Horse)
- 1967: Nummer 6 (The Prisoner) (Fernsehserie, 1 Folge)
- 1970: Sturmhöhe (Wuthering Heights)
- 1971: Sex vor sechs Millionen Jahren (Creatures the World Forgot)
- 1971: Das Grab der blutigen Mumie (Blood from the Mummy's Tomb)
- 1972: Wer hat Tante Ruth angezündet? (Whoever slew Auntie Roo?)
- 1972: Au-Pair-Girls (Au Pair Girls)
- 1972: Der Mann von La Mancha (Man of La Mancha)
- 1973: Die Nacht der lachenden Leichen (The House in Nightmare Park)
- 1973: Embryo des Bösen (And Now the Screaming Starts!)
- 1974: Mahler
- 1976: Mohammed – Der Gesandte Gottes (Mohammad, Messenger of God)
- 1980–1981: Im Schatten der Eule (Brendon Chase) (Fernsehserie, 10 Folgen)
- 1983: Die unheimliche Macht (The Keep)
- 1984: Memed, mein Falke (Memed My Hawk)
- 1985: Eleni
- 1985: Sherlock Holmes (The Adventures of Sherlock Holmes) (Fernsehserie, 1 Folge)
- 1988: Klein Dorrit (Little Dorrit)
- 1988: Zwei Welten (A World Apart)
- 1990: The Fool
- 1991: Dark Season (Fernsehserie, 3 Folgen)
- 1992–1995: Casualty (Fernsehserie, 2 Folgen)
- 1993: Heartbeat (Fernsehserie, 1 Folge)
- 1993: Agatha Christie’s Poirot (Fernsehserie, 1 Folge)
- 1994: Vier Hochzeiten und ein Todesfall (Four Weddings and a Funeral)
- 1996: Saint-Ex
- 1997: Inspector Barnaby (Midsomer Murders) (Fernsehserie, 1 Folge)